# Platygyriella aurea
Platygyriella aurea là một loài Rêu trong họ Hypnaceae. Loài này được (Schwägr.) W.R. Buck miêu tả khoa học đầu tiên năm 1984.